# Динан (кантон)
Динан (фр. Dinan) — кантон во Франции, находится в регионе Бретань, департамент Кот-д’Армор. Входит в состав округа Динан.

## История
Кантон образован в результате реформы 2015 года. В его состав вошли отдельные коммуны упраздненных кантона Динан-Эст, Динан-Уэст и Плелан-ле-Пети.
С 1 января 2018 года состав кантона снова изменился. Коммуна Леон вошла в состав коммуны Динан.

## Состав кантона с 1 января 2018 года
В состав кантона входят коммуны (население по данным Национального института статистики за 2019 г.):
- Вильде-Генгалан (1 239 чел.)
- Динан (14 407 чел.)
- Кевер (3 976 чел.)
- Окалёк  (928 чел.)
- Треливан (2 862 чел.)

## Политика
На президентских выборах 2022 г. жители кантона отдали в 1-м туре Эмманюэлю Макрону 32,2 % голосов против 21,6 % у Жана-Люка Меланшона и 19,5 % у Марин Ле Пен; во 2-м туре в кантоне победил Макрон, получивший 65,8 % голосов. (2017 год. 1 тур: Эмманюэль Макрон – 29,0 %, Франсуа Фийон – 21,0 %, Жан-Люк Меланшон – 19,5 %, Марин Ле Пен – 14,0 %; 2 тур: Макрон – 76,6 %. 2012 год. 1 тур: Франсуа Олланд — 33,7 %, Николя Саркози — 26,2 %, Марин Ле Пен — 11,9 %; 2 тур: Олланд — 57,1 %).
С 2015 года кантон в Совете департамента Кот-д’Армор представляют первый вице-мэр города Динан Брижитт Бале-Мизраи (Brigitte Balay-Mizrahi) (Союз демократов и независимых) и вице-мэр Динана, мэр-делегат ассоциированной коммуны Леон Рене Дегран (René Degrenne) (Республиканцы).
|                | Кандидаты                       | Партия                   | Первый тур | Первый тур     | Второй тур | Второй тур |
| Кол-во голосов | Кандидаты                       | Партия                   | % голосов  | Кол-во голосов | % голосов  |            |
| -------------- | ------------------------------- | ------------------------ | ---------- | -------------- | ---------- | ---------- |
|                | Брижитт Бале-Мизраи Рене Дегран | Разные правые            | 2 986      | 48,87          | 3 658      | 58,47      |
|                | Эрван Бодуэн Летисия Руксель    | Левый блок               | 2 154      | 35,25          | 2 598      | 41,53      |
|                | Эмиль Дерьен Мишель Лемонье     | Национальное объединение | 970        | 15,88          |            |            |

|                | Кандидаты                            | Партия             | Первый тур | Первый тур     | Второй тур | Второй тур |
| Кол-во голосов | Кандидаты                            | Партия             | % голосов  | Кол-во голосов | % голосов  |            |
| -------------- | ------------------------------------ | ------------------ | ---------- | -------------- | ---------- | ---------- |
|                | Брижитт Бале-Мизраи Рене Дегран      | Разные правые      | 2 916      | 36,14          | 4 228      | 53,24      |
|                | Анн-Сесиль Бриек-Ламе Филипп Ландюре | Левый блок         | 2 409      | 29,86          | 3 713      | 46,76      |
|                | Жаклин Делобель Жерар Де Меллон      | Национальный фронт | 1 535      | 19,03          |            |            |
|                | Сильви Бенар-Лаббе Франк Бро         | Разные левые       | 889        | 11,02          |            |            |
|                | Николя Бурнёф Анжелик Нурри          | Прочие             | 319        | 3,95           |            |            |